# 李桥江
李桥江（1966年—），中国作家、记者。生于新疆塔城市。供职于《新疆经济报》。
1984年参加工作之后开始写作。 写过诗、散文、报告文学、小说等，曾在《西部》、《青年文学》等期刊发表小说等，散文被收入《亚心文粹》等多种文集。他对中亚草原文化的思考与研究，对新疆历史文化的研究亦有独到之处。其撰写的《塔里木盆地驴来了驴去了》、《旋风作祟的荒野》、《狮子崇拜与丝绸之路》、《核桃树下埋死人》、《草原上的石祖崇拜》等文章引起广泛反响。
出版有长篇小说《红狼》、《红裙子》、《红墩》等，以及散文集《草原的门》、《草原古墓与黄金宝藏》、《丝绸之路动物与植物探秘》、《林子里的秘密》、《穿越黄金河谷》、《沙雅印象》、《圣地》、《马莲花开》、《粉红椋鸟》、《地下的火焰》、《沙漠植物园》、《塔城人文地理传奇》等多部。